# أوسترفيك
اويترويك (بالألمانية: Osterwieck) هي بلدة ألمانية تقع في ألمانيا في ساكسونيا أنهالت. يقدر عدد سكانها بـ 12,348 نسمة .

## المدن التوأمة
مدن هورنبرغ، Ardouval، Les Grandes-Ventes، Lisses وSaint-Hellier هي مدن توأمة لـاويترويك.